# بوخ ام بوخراین
بوخ ام بوخراین (به آلمانی: Buch am Buchrain) یک شهر در آلمان است که در بایرن واقع شده‌است.

## خصوصیات
بوخ ام بوخراین ۲۲٫۷۵ کیلومترمربع مساحت دارد ۵۳۳ متر بالاتر از سطح دریا واقع شده‌است.